# Châtelet (Belgia)
Châtelet (wa. Tcheslet) – miasto w Belgii, w Regionie Walońskim, w prowincji Hainaut, w okręgu Charleroi. 1 stycznia 2024 r. liczyło 35 595 mieszkańców. Pod względem powierzchni jest najmniejszym miastem w prowincji.

## Podział administracyjny
W skład miasta wchodzą dwie dzielnice (section):
- Bouffioulx
- Châtelineau

## Współpraca
Miejscowości partnerskie:
- Casteltermini, Włochy
- Vimoutiers, Francja